# 베르킴 튀메르
울라시 베르킴 튀메르(튀르키예어: Ulaş Berkim Tümer, 2002년 4월 30일~)는 튀르키예의 양궁 선수이다. 2024년 하계 올림픽 양궁 남자 단체전에서 동메달을 획득했다.

## 경력
2002년 차나칼레주 겔리볼루에서 태어났으며 9세때 양궁을 시작했다.
2020년에 튀르키예 양궁 국가대표 선수로 발탁되었고 그 해 10월 안탈리아에서 열린 안탈리아 인터내셔널 챌린지 양궁 대회를 통해 국제 대회에 데뷔했다.
2023년 8월 독일 베를린에서 열린 2023년 세계 선수권 대회에 참가하여 메테 가조즈, 압둘라 이을드르므시와 함께 단체전 은메달을 획득했다.
2024년 5월 독일 에센에서 열린 2024년 유럽 선수권 대회에서 가조즈, 베르카이 아코윤과 함께 단체전 동메달을 획득했고 같은 해 8월 파리에서 열린 2024년 하계 올림픽에 참가했다. 그는 가조즈, 이을드르므시와 함께 단체전 동메달을 획득했다. 